# Everard van Doerne (15e eeuw)
Everard van Doerne (ca 1385 - vóór 1462) was een bestuurder in dienst van de Staten-Generaal en edelman uit het geslacht Van Doerne.
Van Doerne werd geboren als zoon van Gevard van Doerne en Catharina Kuijst, edellieden die in Deurne het Groot Kasteel bewoonden. Het tegenovergelegen Klein Kasteel was in handen van Gevard van Doerne, de toenmalige heer van Deurne en verre neef.
Everard was de eerste binnen zijn familie die binnen het Hertogdom Brabant een belangrijke positie bekleedde. Hij werd namelijk kwartierschout van Peelland. In Deurne vervulde hij geen ambt, al deed hij in 1456 een poging de heerlijkheid en het Klein Kasteel te kopen van zijn achterneef Jan van Doerne, die geen wettig nageslacht had. Dat mislukte, en de heerlijkheid werd verkocht aan Ywan de Mol. Pas in 1519 zou Everards gelijknamige kleinzoon hier wel in slagen.
Na zijn dood werd Everard begraven in een grafkelder onder het destijds recent gebouwde hoogkoor van de Sint-Willibrorduskerk, mogelijk als eerste van zijn familie. Het feit dat zijn familie, en niet die van de verre neven die heer van Deurne waren, een grafkelder onder het hoogkoor kregen, geeft te denken over de relatieve machtspositie van beide takken van de familie.
Everard van Doerne was gehuwd met Margaretha van Amersoijen en kreeg bij haar zeker 5 zonen en 3 dochters. Daarnaast verwekte hij bij een onbekende dame 1 zoon. Zijn zoon Hendrick erfde het Groot Kasteel.